# Valerio Zanone

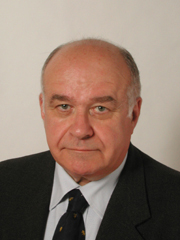
Valerio Zanone (2006)

Valerio Zanone (* 22. Januar 1936 in Turin; † 7. Januar 2016 in Rom) war ein italienischer Politiker der Partito Liberale Italiano (PLI), der sowohl Mitglied der Abgeordnetenkammer (Camera dei deputati) als auch des Senats (Senato della Repubblica) war. Darüber hinaus war er unter anderem Umweltminister und Verteidigungsminister Italiens sowie zwischen 1990 und 1991 Bürgermeister von Turin.

## Leben
Zanone absolvierte nach dem Schulbesuch ein Studium der Philosophie an der Universität Turin und gehörte dort zu den Studenten von Luigi Pareyson. Nach Abschluss des Studiums war er als Journalist tätig.
Seine politische Laufbahn begann er 1970, als er als Kandidat der Partito Liberale Italiano (PLI) zum Mitglied des Regionalrates (consiglio regionale) von Piemont gewählt wurde und diesem bis 1976 angehörte.

### Abgeordneter und Minister

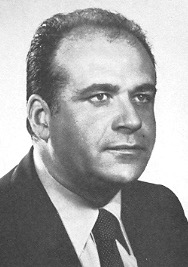
Zanone im Jahr 1976

1976 wurde er als Nachfolger von Agostino Bignardi Generalsekretär der PLI und bekleidete diese Funktion bis zu seiner Ablösung durch Alfredo Biondi 1985. Bei den Wahlen vom 20. Juni 1976 wurde Zanone im Wahlkreis Turin erstmals zum Mitglied der Abgeordnetenkammer (Camera die deputati) gewählt und gehörte dieser zunächst von der siebten bis zum 8. November 1990 in der zehnten Legislaturperiode an.
Am 31. Juli 1985 wurde Zanone von Ministerpräsident Bettino Craxi zunächst als Minister ohne Geschäftsbereich (Ministro senza Portafoglio) in dessen erstes Kabinett berufen und übernahm dort als solcher vom 2. August 1985 bis zum 1. August 1986 die Aufgaben als Umweltminister (Ministro senza Portafoglio con delega per l’Ecologia) wahr. Im zweiten Kabinett von Ministerpräsident Craxi fungierte er zwischen dem 1. August 1986 und dem 17. April 1987 als Minister für Industrie, Handel und Handwerk (Ministro dell’Industria, Commercio e Artigianato).
Zanone wurde am 28. Juli 1987 von Ministerpräsident Giovanni Goria zum Verteidigungsminister (Ministro della Difesa) in dessen Kabinett berufen und bekleidete dieses Ministeramt auch in der nachfolgenden Regierung von Ciriaco De Mita bis zum 22. Juli 1989. Später fungierte er während der zehnten Legislaturperiode vom 18. Oktober 1989 bis zu seinem Mandatsverzicht am 8. November 1990 als Vorsitzender des Verteidigungsausschusses.

### Bürgermeister von Turin, Präsident der PLI und Senator
Am 8. November 1990 legte er sein Abgeordnetenmandat wegen Inkompatibilität nieder, nachdem er bereits am 30. Juli 1990 als Nachfolger von Maria Magnani Noya Bürgermeister von Turin geworden war. 1990 wurde ihm das Großkreuz des Ordens des Infanten Dom Henrique verliehen. Das Amt des Bürgermeisters bekleidete er bis zum 31. Dezember 1991 und wurde danach durch Giovanna Cattaneo Incisa abgelöst.
Als Nachfolger von Salvatore Valitutti wurde er 1991 Präsident der Partito Liberale Italiano (PLI) und übte diese Funktion bis zu seiner Ablösung durch Alfredo Biondi 1993 aus. Bei den Wahlen vom 5. April 1992 wurde Zanone im Wahlkreis Turin wieder zum Mitglied der Abgeordnetenkammer gewählt und gehörte dieser bis zum Ende der elften Wahlperiode am 14. April 1994 an. Im Juni 1993 trat er aus der PLI aus, die angesichts des Korruptionsskandals Tangentopoli im Zerfall begriffen war, und gründete die Kleinpartei Unione Liberaldemocratica (ULD). Diese trat zur Parlamentswahl 1994 im Rahmen des Mitte-Bündnisses Patto per l’Italia an. Im Februar 1995 verschmolz die ULD mit der Federazione dei Liberali (FdL), deren Vorsitzender er daraufhin wurde und bis 2004 blieb. Die FdL gehörte dem Mitte-links-Bündnis L’Ulivo unter Führung Romano Prodis an.
Bei den Wahlen vom 9. April 2006 wurde Zanone über die L’Ulivo-Liste in den Senat (Senato della Repubblica) gewählt und gehörte diesem als Vertreter der Region Lombardei bis zum 28. April 2008 an. Während seiner Senatszugehörigkeit fungierte er zwischen dem 7. Juni 2006 und dem 28. April 2008 als Vize-Vorsitzender des Verteidigungsausschusses. Er wechselte in der laufenden 15. Legislaturperiode zu der am 14. Oktober 2007 gegründeten Partito Democratico (PD). 
2010 wechselte er schließlich zu der am 11. November 2009 vom ehemaligen Bürgermeister von Rom und ehemaligen Kulturminister Francesco Rutelli gegründeten Alleanza per l’Italia (ApI).